# Petersonia dracophylli
Petersonia dracophylli är en svampart som beskrevs av McKenzie 2008. Petersonia dracophylli ingår i släktet Petersonia och familjen Mikronegeriaceae.   Inga underarter finns listade i Catalogue of Life.